# Station Yao-Minami
Station Yao-Minami (Japans:八尾南駅,  Yao-Minami-eki) is een metrostation in de Japanse stad Yao. Het wordt aangedaan door de Tanimachi-lijn, waarvan dit station het eindstation is. Het station ligt naast de luchthaven Yao, die wordt gebruikt voor zowel de burgerluchtvaart als militaire doeleinden.

## Treindienst

### Tanimachi-lijn(stationsnummer T36)
| 2,3 | ■ Tanimachi-lijn | richting Tennōji, Higashi-Umeda, Miyakojima en Dainichi |

## Geschiedenis
Het station werd in 1980 geopend.

## Overig openbaar vervoer
Bussen 8, 70, 71, 74 en 75

## Stationsomgeving
- Sun Plaza (supermarkt)
- Daiso (voordeelwinkel)
- Luchthaven Yao
- Hoofdkantoor van Miki House
- Dependence van Asahi Levensverzekeringen
- Voormalig hoofdkantoor van Patlite

Dainichi · Moriguchi · Taishibashi-Imaichi · Sembayashi-Omiya · Sekime-Takadono · Noe-Uchindai · Miyakojima · Tenjimbashisuji Rokuchōme · Nakazakicho · Higashi-Umeda · Minami-Morimachi · Temmabashi · Tanimachi Yonchōme · Tanimachi Rokuchōme · Tanimachi Kyūchōme · Shitennōji-mae Yūhigaoka · Tennōji · Abeno · Fuminosato · Tanabe · Komagawa-Nakano · Hirano · Kire-Uriwari · Deto · Nagahara · Yao-Minami